# 2. pařížský obvod
2. pařížský obvod (francouzsky: 2e arrondissement de Paris) zřídka též nazývaný obvod Burza (Arrondissement de la Bourse) je městský obvod v Paříži. Se svými 99 hektary je rozlohou nejmenším pařížským obvodem. Od března 2020 spadá obvod spolu s 1., 3. a 4. obvodem pod správní celek Paris Centre.

## Poloha
Území dnešního 2. obvodu bylo osídlováno především v 15. a 16. století při rozšiřování města severním směrem. Tento obvod leží na pravém břehu Seiny. Na jihu hraničí s 1. obvodem (jejich hranici tvoří pás ulic mezi Rue des Capucines a Rue Étienne-Marcel), na západě jej odděluje od 3. obvodu Boulevard de Sébastopol. Zbývající hranici tvoří tzv. velké bulváry: na severu tvoří hranici s 10. obvodem Boulevard de Bonne-Nouvelle a s 9. obvodem Boulevard Poissonnière a Boulevard Montmartre a na severozápadě ještě bulváry Boulevard des Italiens a Boulevard des Capucines.

## Demografie
V roce 2017 měl obvod 20 900 obyvatel a hustota zalidnění činila 21 111 obyvatel na km2. Zdejší obyvatelé představují necelé 1% pařížské populace.

## Politika a správa
Bývalý radnice 2. obvodu se nachází na ulici rue de la Banque č. 8. Dnes její funkci naplňuje radnice 3. obvodu v Rue Eugène-Spuller. Současným starostou Paris Centre je od roku 2020 Ariel Weil za Socialistickou stranu.

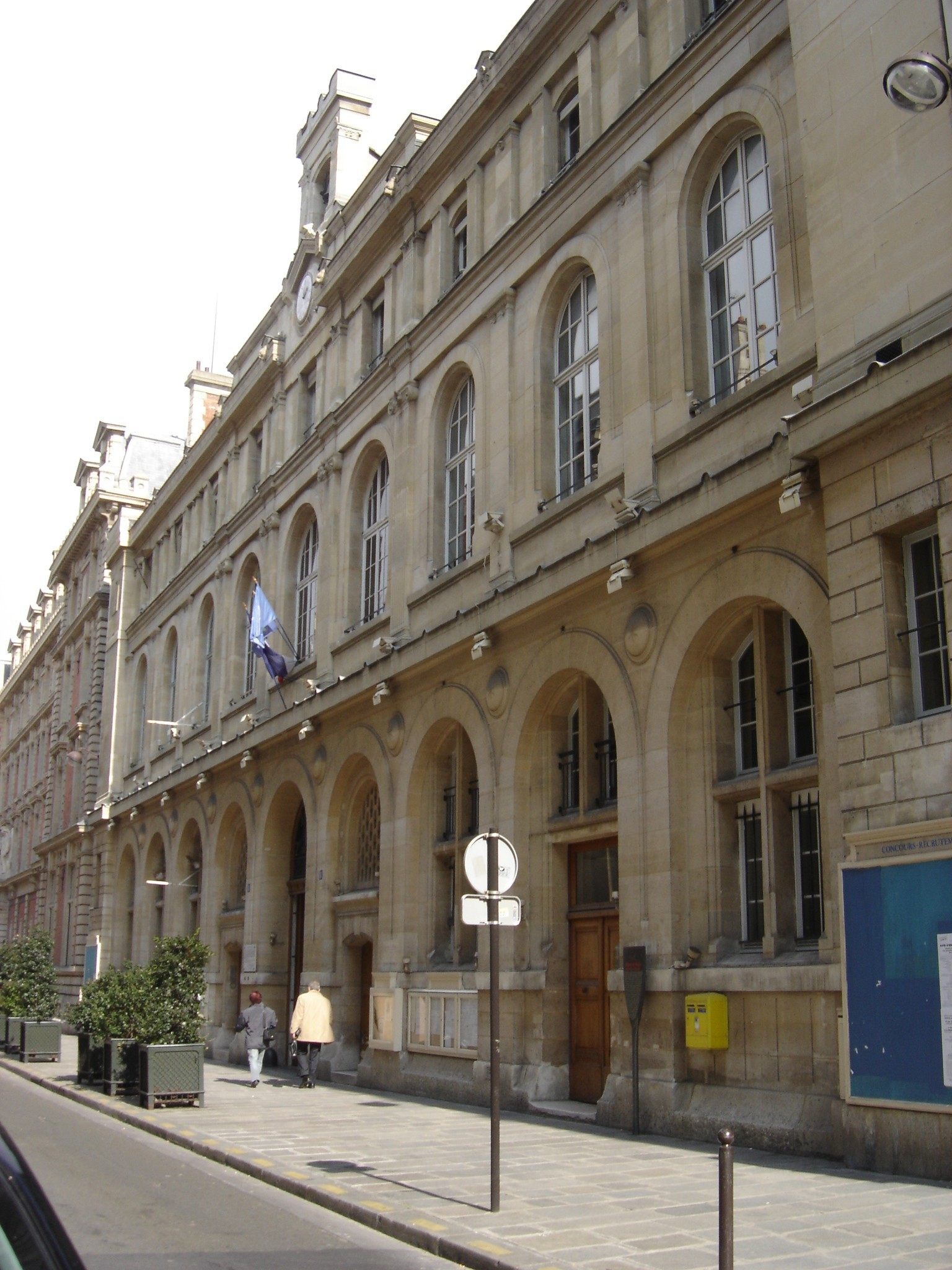
Budova radnice

## Městské čtvrti
Tento obvod se dělí na následující administrativní celky:
- Quartier Gaillon
- Quartier Vivienne
- Quartier du Mail
- Quartier de Bonne-Nouvelle

Podle oficiálního číslování pařížských městských čtvrtí mají tyto čtvrtě čísla 5-8.

## Pamětihodnosti
Církevní stavby
- Bazilika Panny Marie Vítězné
- Kostel Notre-Dame-de-Bonne-Nouvelle

Ostatní památky
- Palais Brongniart, po dvě stě let sídlo Pařížské burzy
- Věž Jana Nebojácného, pozůstatek gotického paláce burgundských vévodů
- Colbertova fontána

Kulturní instituce
- Původní sídlo Francouzské národní knihovny v Rue Richelieu
- Opéra-Comique
- Francouzská tisková agentura sídlící na Place de la Bourse

Zajímavá prostranství
- Vítězné náměstí

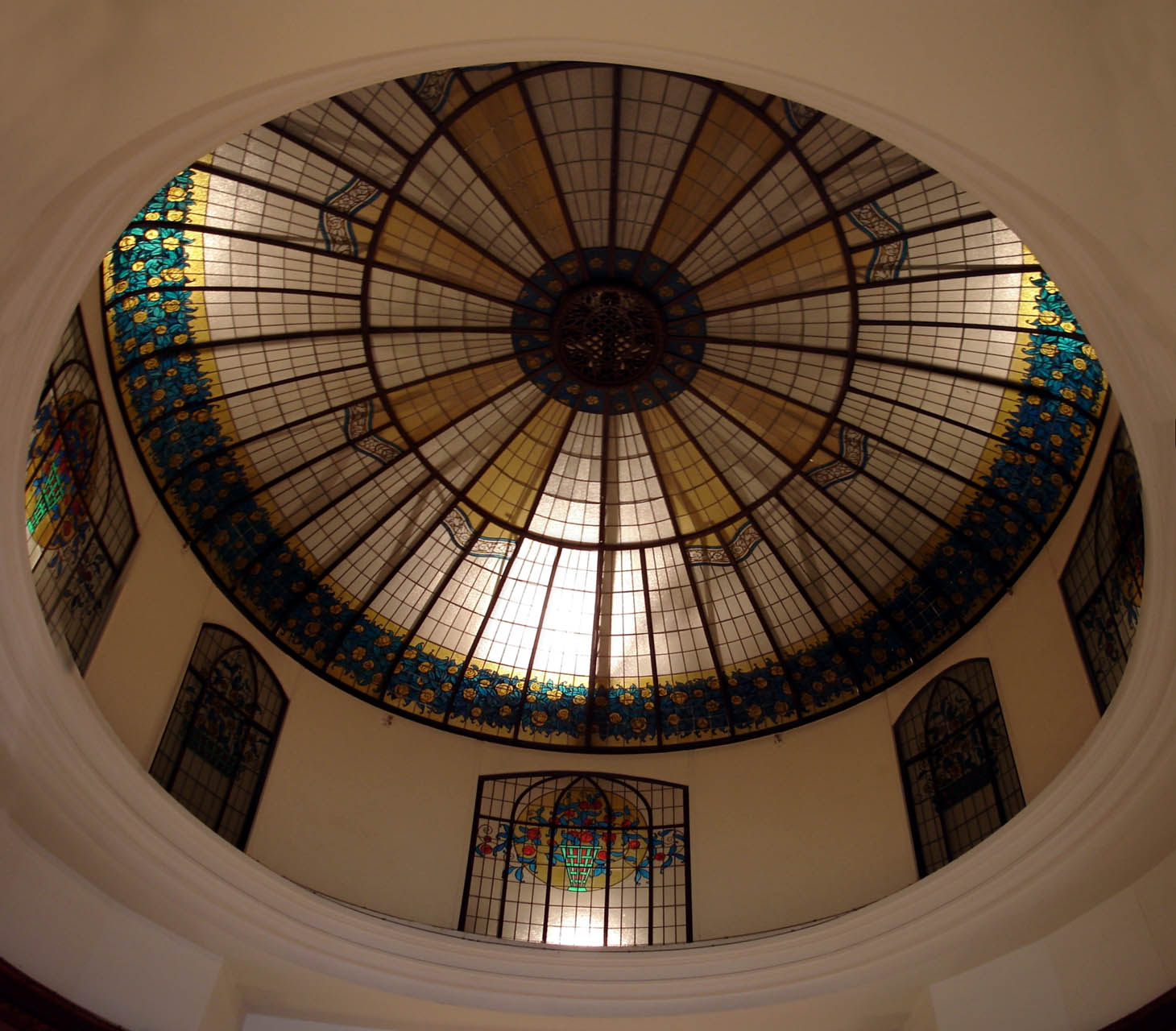
Kopule v pasáži Princes

Na území obvodu se dochovalo několik rozsáhlých pasáží z 19. století (některé z nich byly prohlášeny za historické památky):
- Passage du Caire
- Passage Choiseul
- Passage des Panoramas
- Passage du Ponceau
- Passage des Princes

## 2. obvod v kultuře
Ve filmu Paris je t'aime z roku 2006 je 2. obvodu věnována osmá povídka Place des Victoires, kterou režíroval Nobuhiro Suwa.